# José Ramón Enríquez
José Ramón Enríquez Alcázar (Ciudad de México; 22 de agosto de 1945) es un poeta, dramaturgo, director de escena, actor, pedagogo y crítico de teatro, ensayista y editor mexicano. Pertenece a la segunda generación del exilio republicano español. Su obra se ha mantenido distante del común denominador que caracteriza al teatro en México; a decir de él mismo, más bien forma parte de una generación de dramaturgos nacidos en los 40, sin mayor coincidencia que la cronológica.

## Biografía
Segundo de tres hijos, José Ramón Enríquez nació en la Ciudad de México unos días después de que el mundo viera inaugurada la era nuclear con el bombardeo atómico a las ciudades japonesas de Hiroshima y Nagasaki. La conciencia de éste y muchos otros acontecimientos lo marcaría toda su vida, quizás debido a la diversidad que se expresaba en su familia, heredero de tradiciones contrapuestas: la del exilio republicano español, por parte de su padre, el escritor y pedagogo Isidoro Enríquez Calleja, y, por parte de su madre, la maestra universitaria Berta Alcázar, la de la fe católica. Su fe materna, en relación dialéctica con las luchas paternas, muy pronto tomaría los caminos de la Teología de la Liberación e ingresaría como cristiano al Partido Comunista Mexicano. Desde ambas posturas, no tardaría en asumir la lucha por sus derechos en los primeros movimientos de Liberación Gay.

### Al pie de mi amor clavado
Maestros, padre y madre, la pasión por las letras apareció desde niño, así como la vocación teatral. Por una parte, en 1964 publica su primer libro: Al pie de mi amor clavado, con la ayuda de su padre; es, sin embargo, el mismo año en que ha tomado la decisión de entrar a la Compañía de Jesús, por lo que da inicio a su noviciado en la orden fundada por San Ignacio de Loyola. Los ejercicios le conducen a una profunda reflexión sobre su ser y estar en la fe cristiana y, en consecuencia, a expresar con su director espiritual la propia orientación homosexual. Este acto lo lleva, por un lado, a salir de la Compañía, y, por el otro, a participar en la lucha por la defensa de los derechos civiles, individuales y colectivos, de los miembros de la comunidad gay; en especial desde tres trincheras: el quehacer poiético en las letras y para la escena, la militancia política de izquierdas y el periodismo cultural.
Por la otra parte, juega al teatro, se descubre en él y se decide a estudiarlo, de modo que ingresa a la otrora Escuela de Arte Teatral del Instituto Nacional de Bellas Artes (INBA) en 1966, de donde será llamado a trabajar un año más tarde como actor dentro del reparto de Macbeth, de William Shakespeare, dirigido por José Solé, y Galileo Galilei, de Bertolt Brecht, bajo la dirección de Ignacio Retes; con quien a su vez actuará en dos puestas en escena más: las de los estrenos mundiales de Los albañiles y El juicio, escritas por Vicente Leñero.

### Ritual de estío
En 1970, Ediciones Oasis le publica su primera obra de teatro: Ritual de estío, obra con la cual debutará también como director de escena dos años después en el Teatro del Zócalo, con Sergio Galindo y  Francisco Marín en la actuación y Mili Bermejo en la música. Ese mismo año actúa en El problema es otro y El jefe, dirección y dramaturgia de Ignacio Solares, e interpreta un papel en Los persas, de Esquilo, dirigido por José Antonio Alcaraz. Asimismo, 1972 es el año de su paso por la Real Escuela Superior de Arte Dramático de Madrid, para regresar a las tablas en 1973 nuevamente como actor en Los títeres de cachiporra, de Federico García Lorca, con Marta Aura y Pedro Damián, bajo la dirección de Adam Guevara; mientras, Sergio Galindo le estrena en el Teatro Comonfort La tercera dinastía.
La segunda mitad de la década de los setenta significa, por un lado, el inicio de su relación con el trabajo editorial, al ser corrector, traductor y director de ediciones para Grijalbo; asesor del director del Fondo de Cultura Económica, y director del Departamento de Publicaciones de la Universidad Autónoma de Puebla y de Ediciones de la Editorial Océano; y, por el otro, como periodista cultural, oficio que no abandonará, realizando reseñas de libros y de obras de teatro para publicaciones como «El Heraldo Cultural», «Sábado» y «La letra y la imagen»; además de ser redactor en la página cultural de Excélsior, jefe de redacción de la revista El Machete y miembro fundador de la revista Proceso. Son los tiempos, también, de su paso por el Partido Socialista de los Trabajadores, del cual se escindiría como muchos otros tras las elecciones de 1976 a manera de protesta por “la cargada” a favor del candidato oficial: José López Portillo, y por el Partido Comunista Mexicano, participando de las discusiones que derivaron en su fusión con otras organizaciones de izquierdas para fundar el Partido Socialista Unificado de México; de esa época es su libro de ensayos Cristianismo y marxismo. Historia de un encuentro, escrito en colaboración con Jorge Íñiguez.

### Orestes parte
En cambio, la primera mitad de la década de los ochenta sirve de marco tanto para su incursión en los medios electrónicos, colaborando dentro de la sección literaria de algunos programas de radio y televisión: «Los libros no muerden», para el programa radiofónico de Montero Ponce, en Puebla; «El club del espectador», en el Canal 13, y «A fondo», en el Canal 11, cuanto para su regreso a las tablas y a las letras: en 1981, Luis de Tavira estrena su libreto de Leoncio y Lena, ópera de Federico Ibarra basada en la obra homónima de Georg Büchner; en 1983, actúa en Oulanem, de Karl Marx, dirigido por Morris Savariego, y, un año después, se estrena para la ópera su poema dramático Orestes parte, nuevamente con música de Federico Ibarra y dirección de Luis de Tavira, mientras Ediciones Oasis le publica su poemario Figuras del pantheon.
En 1985, el año de los sismos que devastaron buena parte del centro de la Ciudad de México, la Universidad Autónoma de Puebla y la Universidad Autónoma Metropolitana le publican respectivamente: El fuego (con las obras Ciudad sin sueño –mención honorífica del Premio Nacional de Teatro del INBA–, Orestes parte y El fuego) y Nuestro viaje (con poesía y teatro), y ese mismo año dirige Y luego... porqué las matan, de Xabier Lizarraga, con Luis Armando Lamadrid. 1986, por su parte, es el año en que él mismo dirige su Ciudad sin sueño, con Miguel Flores y Arturo Ríos, y Luis de Tavira le estrena su poema dramático Lamentaciones. Loa para la ciudad que espera, cantata de Federico Ibarra, publicado por la Revista de la Universidad de México en 1987. Ese mismo año es galardonado con el Premio Nacional de Dramaturgia Wilberto Cantón por su obra Madre Juana (publicada por Ediciones de la Casa de la Cultura del Mayab, Mérida, Yucatán, y estrenada por Francisco Marín) y también se vuelve miembro del Consejo Asesor del Centro Universitario de Teatro (CUT) de la Universidad Nacional Autónoma de México (UNAM), del que más tarde será director interino, secretario académico y director.

### Tres ceremonias
La década de los ochenta estará cerrando con la edición de su libro de poesía La visión peterpánica por Cuadernos de Malinalco, para entrar de lleno a los noventa con la publicación de sus Tres Ceremonias: Jubileo (estrenada por Luis de Tavira en el Teatro Juan Ruiz de Alarcón), Alicia (Premio Jacinto Guerrero de Madrid, España, estrenada con música de Federico Ibarra y dirección de Luis Miguel Lombana en el Palacio de Bellas Artes) y, con base en textos de Copi, La pasarela (con dirección del propio autor en el Foro Shakespeare), entre 1989 y 1992, y La ardilla vuela, en 1995, en lo que a producción dramática toca.
Mientras tanto, como creador sobre las tablas, la Unión de Críticos y Cronistas de Teatro le habrá otorgado su Premio Seki Sano al Mejor Director de Escena en 1994, después de que en 1992, año que Rogelio Luévano le dirige La manta que las cobija dentro del Primer Ciclo de Teatro Clandestino de la Casa del Teatro, José Ramón Enríquez llevara a la escena La cueva de Montesinos con alumnos del CUT y dirigiera El jefe máximo, con Miguel Flores, Jesús Ochoa, Antonio Crestani y Emilio Guerrero, y Desenlace, con Mónica Serna y Jesús Ochoa, ambas de Ignacio Solares; de que en 1993, año en que ingresa al Sistema Nacional de Creadores de Arte en la categoría de creador artístico, montara con estudiantes del CUT El Edipo imaginario, de Alberto Castillo, y El gran elector, con Ignacio Retes, también de Solares, y de que en 1994 dirigiera La vela de la luna loca, de Adrián Sotomayor, con Javier Rosales y Luis Armando Lamadrid. En 1995, repite la fórmula alumnos del CUT-Solares y remonta La cueva de Montesinos y, del autor de Delirimun tremens, La flor amenazada, con Juan Manuel Bernal, Aída López, Antonio Crestani, Juan Carlos Vives y Berta Vega. En 1996, año que Mauricio García Lozano aborda su obra El mar y los pescaditos en una lectura dramatizada, estrenará La rodaja en el Foro Sor Juana Inés de la Cruz de la UNAM, con Eugenia Leñero, Jesús Ochoa y Antonio Crestani. Entre 1997 y 1998, dirige El villano en su rincón, con estudiantes de la Casa del Teatro, y El animal de Hungría, con alumnos de la Escuela Nacional de Arte Teatral (ENAT), ambas de Lope de Vega; Ella imagina, monólogo de Juan José Millás, con Emma Dib y una lectura dramatizada sobre La región más transparente, para conmemorar los 40 años de edición de esa novela de Carlos Fuentes.
También en 1997, la UNAM publica su libro de ensayos sobre teatro Pánico escénico y, en 1999, Juan Pablos el de poesía Supino rostro arriba. Son justo los mismos años de su práctica docente como titular de la asignatura de Literatura Dramática, en el CUT, y de Teatro Histórico, en la Maestría en Historia de la Universidad Iberoamericana; experiencia que combina con la fundación de la Casa del Teatro, A.C., la coordinación artística del proyecto «Laboratorios de Teatro del Santa Catarina» también para la UNAM, la dirección del Centro de Investigación Teatral Rodolfo Usigli del INBA y, finalmente, la secretaría académica, primero, y la dirección, después, del Centro Universitario de Teatro de la UNAM. Se despedirá del siglo XX montando El maleficio de la mariposa, de Federico García Lorca; puesta en escena por la que obtiene el Premio de la Asociación Mexicana de Críticos de Teatro como el Mejor Teatro Estudiantil.

### Reflejos en los Siglos de Oro
El arranque del siglo XXI lo recibe estrenando su obra Las visiones del rey Enrique IV, en el Teatro Coyoacán de la SOGEM; Las bicicletas de Buster Keaton, de Federico García Lorca, en el Foro del CUT; Samuel y la roca, de María Elena Aura, y montando su La noche de los Macbeth –variaciones y consonancias entre voces del Génesis y Shakespeare–; y, además, siendo ratificado como director del Centro Universitario de Teatro, tras la huelga estudiantil que estalló en la UNAM en abril de 1999. Durante ese período, José Ramón Enríquez sienta las bases para la modernización que emprenderá su sucesor, el actor y director Antonio Crestani, en las instalaciones del mismo CUT. En 2001, la UNAM le publica Nueve reflejos en los Siglos de Oro, con sus obras: La cueva de Montesinos (editada también por CONACULTA y Ediciones El Milagro en 2002), La manta que las cobija, La Rodaja, Es uno de nosotros, Anárquica y dorada, El conjuro, Jinetes pa’ la frontera (estrenada por Gloria Miravete en 1998), Las visiones del rey Enrique IV y El filósofo, la monja y el bastardo.
En 2003, José Ramón Enríquez titula a su última generación de estudiantes-actores como director del CUT, con su auto sacramental Epifanio «El Pasadazo». Cabe destacar que a lo largo de los casi siete años que duró su administración al frente del Centro Universitario de Teatro de la UNAM, la formación profesional de sus estudiantes estuvo marcada por la idea de una herencia áurea como equipaje en la genealogía del actor de habla hispana, el actor mexicano incluido. Ello quizás sirva para explicar el hecho de que buena parte de las generaciones de egresadas y egresados del CUT entre 1997 y 2004 lo hicieran de la mano de autores cuya deuda para con los Siglos de Oro es clara, como en el caso de Federico García Lorca (El maleficio de la mariposa, generación de egresados en 1997, y Las bicicletas de Buster Keaton, egresados de 1998) y del mismo José Ramón Enríquez (con Epifanio el pasadazo, egresados 2003), o de la obra de autores que influirán en esa misma tradición áurea desde la Edad Media (como Libro de buen amor, del arcipreste de Hita, con cuya versión para teatro de José Ramón Enríquez se diplomó a la generación de estudiantes-actores egresados de 1999 en el 2000) hasta los Siglos de Oro en su esplendor (como El mágico prodigioso, de Calderón de la Barca, bajo cuya dirección por parte del maestro Miguel Flores se titularon los actores egresados del 2000 en 2001).
Al parecer, el criterio fue que aquellas generaciones que no habían pasado en los primeros años de su carrera por una formación genealógica cercana a los Siglos de Oro lo hicieran hacia los últimos años, titulándose inclusive en la respiración aurisecular; y que aquellas otras que desde el primer semestre hubieran caminado por ella (dado que habían cursado la asignatura de Genealogía del Actor, hasta entonces inexistente) podían diplomarse con textos de otras tradiciones: fue el caso de la generación de actores egresados en 2002, con El alma buena de Sezuán, de Brecht, Steffin y Berlau, bajo la dirección de Sandra Félix, y de la de actores egresados en 2004, con Camino rojo a Sabaiba, de Óscar Liera (autor de alguna manera también influenciado por la tradición áurea), dirigidos por Sergio Galindo.
Entre los actores, directores, dramaturgos y promotores que se formaron durante su gestión están, por citar algunos: Antonio Rojas, Nora Huerta, Alfonso Cárcamo, Jorge Sepúlveda, Mónica Torres, José María Mantilla, Liliana Flores, José Juan Meraz, Guadalupe Damían,Priscila Imaz, Mariana Gajá, Humberto Busto, Yuriria del Valle, Marisa Rubio, Hector Kotsifakis, Hugo Arrevillaga, Raquel Uriostegui, Iván Cortes, Sharon Zundel, Eduardo Ruy, Georgina Sagar, Alejandro Morales, Claudia Trejo, Rebeca Trejo, Mahalat Sánchez, Mariana Hartasánchez, Octavio Castro, Ginés Cruz, Gabriela Betancourt, Sergio Bátiz, Juan Carlos Cuéllar, Ammel Rodrigo, Sebastián Liera, Alicia Lara, Natyeli Flores, Pablo Laffitte; entre otros.

### Paredes con espejos
Entre 2003 y 2004, por decirlo de algún modo, José Ramón Enríquez quema sus naves en la capital de su país y lleva a cabo el cambio de su residencia al sureste mexicano, en la ciudad de Mérida, la de Yucatán, como una suerte de congruencia para con su propio discurso contra la centralización tanto del poder cuanto de la creación y producción artísticas. Su despedida de la Ciudad de México, donde había vivido prácticamente toda su vida, está enmarcada por la publicación de su poemario Paredes con espejos y de sus obras teatrales: Big Brother War! (estrenada por Héctor Bonilla en el Teatro Juan Ruiz de Alarcón de la UNAM) y Algo; así como por los montajes de su versión Moctezuma II, fragmentos de la tragedia de Sergio Magaña, dirección también suya, con temporada en el Foro del CUT; Las visiones del rey Enrique IV, dirigida por Christian Rivero en el Auditorio Silvio Zavala del Centro Cultural Mérida Olimpo; su Matar chavitos, estrenada por Antonio Crestani en el Foro La Gruta del Centro Cultural Helénico; una versión suya de El astrólogo fingido, de Calderón de la Barca, dirigida por él mismo con Conchi León, Pablo Herrero y Jorge Chablé, ya en Mérida, y su Tres deseos pero ningún tranvía, estrenada también por el propio José Ramón Enríquez, con Fernando del Regil, Laura Zubieta y Pablo Herrero, en el Teatro Amaro de Mérida.
Precisamente, con Tres deseos… José Ramón emprende el que es su proyecto más reciente como hombre de teatro: la fundación, junto con el actor Pablo Herrero, de Teatro Hacia el Margen, A.C. «No desde el margen –aclaran en las carpetas de sus puestas en escena–, porque son otros los marginados y sería una burla tratar de disfrazarnos. Teatro hacia ellos. Como plantea Pablo Herrero: hacemos teatro hacia el margen porque ‹sabemos que les debemos algo, queremos pagar y no sabemos hacer otra cosa.› […] Lo nuestro –puntualizan– no se trata de una suerte de “altruismo” a la manera de las limosnas tradicionales ni de bondad desinteresada. Creemos firmemente en que llegar a los márgenes, analizarlos y conocerlos, hacerlos propios y lograr una expresión conjunta significa participar en la salvación de un futuro que, para todos, se ve cada día más oscuro.»

### Del principio, el final
Desde la plataforma de Teatro Hacia el Margen, José Ramón Enríquez promueve, después de Tres deseos.., los montajes: Del principio, el final, diálogo de Enríquez con textos varios de Samuel Beckett, con Roberto Franco y Pablo Herrero, y con el cual participan en el homenaje que con motivo de los cien años de su nacimiento se le hace a Beckett en la Ciudad de México; Aguantando al taquero, de Miguel Ángel Canto, con Pablo Herrero, Roberto Franco y Oswaldo Ferrer, versión personal del Esperando a Godot de Beckett con el cual van seleccionados para ir a la XXVII Muestra Nacional de Teatro; El patio de Monipodio, dramaturgia de José Ramón Enríquez a la novela ejemplar cervantina Rinconete y Cortadillo, dirigido por Francisco Marín, con el cual representan a Yucatán en la Muestra Nacional de Teatro «De península a península» de las Fiestas del Pitic 2007; Guerrero en mi estudio, dramaturgia y dirección de José Ramón Enríquez (publicada por Ediciones y Producciones Escénicas Paso de Gato Archivado el 15 de noviembre de 2010 en Wayback Machine. y el Ayuntamiento de Mérida en 2010), con Socorro Loeza, Miguel Ángel Canto, Pablo Herrero, Francisco Marín y Analie Gómez, y con el cual regresan a las Fiestas del Pitic en 2009 e inauguran el proyecto de programación de teatro producido en los estados «Hecho en…» del Centro Cultural Helénico de la Ciudad de México; Tartufo, adaptación de José Ramón Enríquez al original de Molière dirigido por Miguel Ángel Canto, con el cual visitan por tercera vez las Fiestas del Pitic, en 2010, con Susan Tax, Ulises Vargas, Sebastián Liera y el mismo Miguel Ángel Canto; El hombre sin adjetivos, de Mario Cantú Toscano, proyecto seleccionado por el Programa de Estímulo a la Creación y al Desarrollo del Fondo Estatal para la Cultura y las Artes de Yucatán 2009, dirigido por Pablo Herrero con Susan Tax, Ulises Vargas y Oswaldo Ferrer; Ah Kin Chi: profeta maya, de Hernán Lara Zavala, con Ligia Aguilar, Miguel Ángel Canto, Adis López Rodríguez, Sebastián Liera y Pablo Herrero bajo la dirección coreográfica de Ligia Aguilar y dirección escénica de Enríquez Alcázar, con el cual visitan nuevamente las Fiestas del Pitic y el proyecto de teatro de los estados «Hecho en…» del Centro Cultural Helénico, en 2011; Barbie Girls, de Mario Cantú Toscano, dirigido por Pablo Herrero con Alejandra Argoytia, Analie Gómez y Salomé Sansores, con el que también van a las Fiestas del Pitic, en 2012; La colección, de Harold Pinter, dirigido por Christian Rivero con Jessica Cortés, Miguel Ángel Canto, Sebastián Liera y Oswaldo Ferrer; Punto muerto, de Blanca Doménech, monólogo operado para la escena por Sebastián Liera en el marco de la segunda edición de la campaña internacional «Theatre Uncut» y el Segundo Encuentro Inter-escénico «El Sótano», en México; Arrojados al mundo sin cobertor de lana, de Mario Cantú Toscano, dirigido por Pablo Herrero con Mónica Vázquez y Sebastián Liera; Formión, de Publio Terencio Africano, dirigido por Miguel Ángel Canto con apoyo del Fondo Nacional para la Cultura y las Artes del Conaculta, con: Teo Flores, Miguel Flota, Pablo Herrero, Sebastián Liera, Paris Gasca y Alfonso García Medina, y la película Réplica, dirigida por Jorge Cortazar con fotografía de Laura Sánchez.
En Expresiones… por escrito, Concepción Salcedo Meza (2003) nos recuerda que, en tanto pedagogo, «uno de los compromisos del maestro Enríquez es el impulso y formación de nuevas generaciones que den continuidad al arte teatral [y] por ello ha impartido sus conocimientos en diversas instituciones públicas y privadas» que incluyen en las ya mencionadas líneas arriba el ser maestro «de lengua y literatura en el Colegio Español de México, de literatura en la Escuela Luis Enrique Erro del Instituto Politécnico Nacional IPN y en el Instituto de Cultura Superior, fundado por el maestro Juan Espinasa.» No sorprende, pues, que al llegar a Mérida se haya integrado a la planta docente de la entonces recién fundada Escuela Superior de Artes de Yucatán (ESAY).
Los montajes que José Ramón Enríquez prepara en la ESAY, producto de laboratorios de puestas en escena que sirven sobre todo para calificar diversos procesos académicos, van y vienen de la dirección de actores a la dramaturgia, pasando por la asesoría y el acompañamiento de proyectos. Así, en 2004 dirige La gaviota, de Anton Chejov, con estudiantes del Centro de Capacitación Teatral de Mérida, antecedente de la misma ESAY; entre 2006 y 2007, imparte la materia de Historia del Teatro Español Contemporáneo para la Licenciatura de Letras Hispánicas en la Universidad Modelo, dirige en la ESAY Seis personajes en busca de actores y Pedro de Urdemalas, dramaturgia suya a partir de obras de Pirandello y Cervantes, respectivamente; entre 2009 y 2010, Luz de luna y Cenizas a las cenizas, de Harold Pinter; montaje final de la tercera generación de egresados de la ESAY en Teatro. En 2010 escribe su intervención para estudiantes de la «Loa» al autosacramental El Divino Narciso, de sor Juana Inés de la Cruz, con la cual abre el «paseo novoaurisecular» Los sueños, ¿sueños son? dirigido por Sebastián Liera para la Práctica Escénica II: Siglo de Oro de los estudiantes-actores de la generación 2007-2011 de la Licenciatura en Teatro de la ESAY, a quienes el maestro Enríquez también guiará por la senda de su montaje final: Medea en busca de actores, de su misma autoría; en 2011, en el marco de las conmemoraciones del 75 aniversario luctuoso de Federico García Lorca, dirige El maleficio de la mariposa con los estudiantes-actores de la generación 2008-2012, mismos con quienes llevará a la escena Así que pasen cinco años. Leyenda del tiempo, del mismo Lorca, en 2012, y en 2013 dirige el estreno mundial de Puente alto, obra de Enrique Ballesté, con los estudiantes-actores de la generación 2009–2013.

### La cueva de Enríquez
En 2006, José Ramón Enríquez es reconocido con el Premio Nacional de Dramaturgia Juan Ruiz de Alarcón, y diez años más tarde será recipiendario de la Medalla Bellas Artes 2016; galardón recibido por creadoras y creadores como Elena Poniatowska, Carlos Monsiváis, Ignacio Solares, Vicente Leñero, Rosenda Monteros, Arturo Ripstein, Ángela Gurría, Amparo Dávila y José Agustín; entre otras y otros. De su obra, por muchos señalada como teatro poético y barroco, él mismo declara que puede decirse que ha surgido de una necesidad personal de reflexión y expresión, donde la diversidad de tonalidades es una constante: «cada obra exige lo que necesita.» Contradiciendo a Ortega, afirma que el estilo no es el hombre sino la fidelidad a la autonomía de la propia obra.
En Paso de Gato, revista mexicana de teatro, Bruce Swansey comparte un fragmento del ensayo «Reapropiación, descontextualización y reconfiguración de los clásicos en La cueva de Montesinos de José Ramón Enríquez», presentado en el Congreso «El exilio republicano español en 1939, la segunda generación»; allí, el autor de Barroco y vanguardia: de Quevedo a Valle-Inclán escribe que «si quisiéramos colocarle una etiqueta [a José Ramón Enríquez] podría decirse que se trata de un ejercicio posmoderno, si por ello se entiende una práctica guiada por la intertextualidad, que busca en el diálogo con los clásicos una forma de renovar el lenguaje escénico y sobre todo de alejarse del estilo realista imperante en la escena mexicana.» No obstante, Swansey agrega que «el amor por los clásicos y el interés por la historia no tienen que ver en Enríquez con la erudición […] su curiosidad persigue otros fines guiados por la intuición y por una estética determinada por una visión ética[:] su certeza de que el poder lo invade y corrompe todo.»
Así, pues, «en la obra de Enríquez –continúa Swansey–, el Barroco se convierte en espacio de resistencia cultural contra una modernidad grotesca […] pero también de encuentro y nuevo mestizaje entre la herencia clásica y los marginados contemporáneos de México, país de la neopicaresca» en la que el maestro José Ramón dice le tocó vivir el año axial del 68 y se siente en deuda con sus sueños de entonces y con la realidad lacerante que su generación ha heredado a las nuevas sin saber bien por qué.

### Actor

#### Teatro
- Caín, el hombre (1963), de Emma Godoy. Dirección: Francisco Esteva.
- Macbeth (1967), de William Shakespeare. Dirección: José Solé.
- Galileo Galilei (1967), de Bertolt Brecht. Dirección: Ignacio Retes.
- Los albañiles (1969), de Vicente Leñero. Dirección: Ignacio Retes.
- El problema es otro (1970), de Ignacio Solares. Dirección del autor.
- El jefe (1970), de Ignacio Solares. Dirección del autor.
- Los persas (1970), de Esquilo. Dirección: José Antonio Alcaraz.
- El juicio (1971), de Vicente Leñero. Dirección: Ignacio Retes.
- Los títeres de cachiporra (1973), de Federico García Lorca. Dirección: Adam Guevara.
- Oulanem (1983), de Karl Marx. Dirección: Morris Savariego.
- Del principio, el final (2006), de José Ramón Enríquez. Dirección del autor.
- Fotografía en la playa (2007), de Emilio Carballido. Dirección: Francisco Marín.
- Aeroplanos (2013), de Carlos Gorostiza. Dirección: Pablo Herrero.
- Las visiones del rey Enrique IV (2016), de José Ramón Enríquez. Dirección: Miguel Ángel Canto.

#### Cine
- Réplica (2013). Dirección: Jorge Cortazar.

### Escritor

#### Poesía
- Al pie de mi amor clavado. Edición de autor. México, D.F., 1964.
- Ritual de estío (contiene la obra de teatro Ritual de estío). Ediciones Oasis. México, D.F., 1970.
- Figuras del pantheon. Ediciones Oasis. México, D. F., 1984.
- Nuestro viaje (contiene la obra de teatro La otra). UAM, México, D.F., 1985.
- La visión peterpánica. Cuadernos de Malinalco. 1990.
- Supino rostro arriba. Juan Pablos, México, D.F., 1999.
- Paredes con espejos, UNAM, México D.F., 2003.
- Decenio, UNAM, México D.F., 2015.

#### Teatro
- Héctor y Aquiles. Editorial Latitudes. México, D.F., 1979.
- El fuego: Ciudad sin sueño, Orestes parte y El fuego. UAP, Puebla. 1985.
- Lamentaciones. Loa para la ciudad que espera. Revista UNAM. 433. Febrero. 1987.
- Madre Juana. Ediciones de la Casa de la Cultura del Mayab. Mérida, Yuc. 1987.
- Tres Ceremonias: Jubileo, Alicia y La Pasarela. UNAM. México, D.F., 1991.
- La ardilla vuela. Plaza y Valdés. México, D.F., 1995.
- Nueve reflejos en los Siglos de Oro: La cueva de Montesinos, La manta que las cobija, La rodaja, Es uno de nosotros, Anárquica y dorada, El conjuro, Jinetes pa’ la frontera, Las visiones del rey Enrique IV y El filósofo, la monja y el bastardo. UNAM. México, 2001.
- La cueva de Montesinos. Serie La Centena. CONACULTA-Ediciones El milagro. México, D.F., 2002.
- Big Brother War!, en Tríptico de Guerra. UNAM. México, 2003.
- Algo, en El diván. CONACULTA-Ediciones El Milagro. México, D.F., 2003.
- Guerrero en mi estudio. Paso de Gato. México, D.F., 2010.
- La expulsión. Ediciones El Milagro-Universidad Tecnológica del Valle de Chalco. México, D.F., 2011.
- El patio de Monipodio. Toma-Paso de Gato-CONACULTA. México, D.F., 2011.
- Tres obras de teatro para la ESAY: Medea en busca de actores, Pedro de Urdemalas y La gaviota. Escuela Superior de Artes de Yucatán. Mérida, Yuc. 2012.
- Teatro histórico cargado de fantasmas: Seis obras. Toma-Paso de Gato. Ciudad de México. 2018.

#### Ensayo
- Cristianismo y marxismo. Historia de un encuentro (en colaboración con Jorge Íñiguez). Editorial Posada. México, D.F., 1979.
- Pánico escénico. UNAM. México, D.F., 1997.

#### Obras suyas llevadas a escena
- Ritual de estío. Dirección del autor. Teatro del Zócalo, 1972.
- La tercera dinastía. Dirección: Sergio Galindo. Teatro Comonfort, 1973.
- Leoncio y Lena, ópera basada en la obra de Büchner. Música: Federico Ibarra. Dirección: Luis de Tavira. Teatro Juan Ruiz de Alarcón. Existe disco en la colección Voz Viva de México, de la UNAM, 1981.
- Lamentaciones, cantata con música de Federico Ibarra. Dirección: Luis de Tavira. 1985.
- Orestes parte, ópera con música de Federico Ibarra. Palacio de Bellas Artes. Dirección: Luis de Tavira, 1984.
- El fuego. Dirección: Morris Savariego. Sala Shakespeare, 1985.
- Ciudad sin sueño. Dirección del autor. Foro Sor Juana Inés de la Cruz, 1986.
- La pasarela. Dirección del autor. Sala Shakespeare, 1989.
- Madre Juana. Dirección de Francisco Marín. Teatro Peón Contreras de Mérida, Yucatán. 1987.
- Madre Juana, ópera con música de Federico Ibarra. Dirección: Miguel Flores.
- Jubileo. Dirección: Luis de Tavira. Teatro Juan Ruiz de Alarcón, 1992.
- Alicia, ópera con música de Federico Ibarra. Dirección: Luis Miguel Lombana, en el Palacio de Bellas Artes, 1992.
- La cueva de Montesinos. Dirección del autor. Foro del CUT, de la UNAM, 1992.
- La manta que las cobija. Dirección: Rogelio Luévano. Primer Ciclo de Teatro Clandestino. Casa del Teatro, 1992.
- La rodaja. Dirección del autor. Foro Sor Juana Inés de la Cruz, de la UNAM, 1996.
- El mar y los pescaditos. Lectura dramatizada. Dirección: Mauricio García Lozano. Foro Antonio López Mancera, de la Escuela Nacional de Arte Teatral del INBA, 1996.
- El villano en su rincón. Dirección del autor. Teatro itinerante de Casa del Teatro, 1997.
- Jinetes pa’ la frontera. Dirección: Gloria Miravete. Foro Cultural Mictlán. Tlaxcala, 1998.
- Las visiones del rey Enrique IV. Dirección del autor. Teatro Coyoacán, de la SOGEM, 2000.
- Epifanio El Pasadazo. Dirección del autor. Foro del CUT, 2003.
- Big Brother War! Dirección: Héctor Bonilla. Teatro Juan Ruiz de Alarcón, de la UNAM, 2003.
- Jinetes pa’ la frontera. Dirección: Miguel Ángel Canto. Facultad de Ciencias Políticas y Sociales, de la UNAM, 2003.
- Las visiones del rey Enrique IV. Dirección:  Christian Rivero. Auditorio Silvio Zavala, del Centro Cultural Mérida Olimpo. Yucatán. 2003.
- Matar chavitos. Dirección: Antonio Crestani. Foro La Gruta, del Centro Cultural Helénico, 2004.
- Tres deseos pero ningún tranvía. Dirección del autor. Teatro Amaro. Mérida, Yucatán. 2004.
- Del principio, el final, dramaturgia en diálogo con textos de Samuel Beckett. Dirección del autor. Escena 40 grados. Mérida, Yucatán. 2005.
- La manta que las cobija y Jinetes pa’ la frontera. Dirección:  Christian Rivero. Auditorio Silvio Zavala, del Centro Cultural Mérida Olimpo. Yucatán, 2006.
- El patio de Monipodio. Dirección: Francisco Marín. Yucatán, 2007.
- La rodaja. Dirección: Michelle Guerra. Tijuana, 2009.
- Guerrero en mi estudio. Dirección del autor. Teatro Daniel Ayala, Mérida, Yucatán. 2009.
- La ardilla vuela. Dirección: Jesús Quintero. Teatro Las Tablas. Tijuana, 2010.
- Intervención para estudiantes de la «Loa» al autosacramental El Divino Narciso de sor Juana Inés de la Cruz. Dirección: Sebastián Liera. Teatro Mérida (hoy, Teatro Armando Manzanero). Mérida, Yucatán, 2010.
- Medea en busca de actores. Dirección del autor. Auditorio Silvio Zavala, del Centro Cultural Mérida Olimpo. Yucatán, 2011.
- La expulsión. Dirección: Luis de Tavira. Teatro Juan Ruiz de Alarcón, CCU, UNAM, 2012.
- Héctor y Aquiles. Dirección: Jair Zapata. Teatro Casa Tanicho. Yucatán, 2014.
- Las visiones del rey Enrique IV. Dirección: Miguel Ángel Canto. Auditorio Silvio Zavala, del Centro Cultural Mérida Olimpo. Yucatán, 2015.
- Por mi duro corazón. Dirección: Genaro Payró. Tapanco Centro Cultural. Yucatán, 2016.
- El corazón de la materia. Dirección: Luis de Tavira. Teatro de las Artes (Cenart), 2017.
- Divina despierta. Dirección: Tito Vasconcelos. Teatro Benito Juárez. Ciudad de México, 2017.
- El anarquista o los martes de Mallarmé. Dirección: Pablo Herrero. Auditorio Silvio Zavala Vallado, del Centro Cultural Mérida Olimpo. Yucatán, 2018.
- El Guérber. Dirección del autor. Teatro Casa Tanicho. Yucatán, 2019.
- ¡Uy, el Apocalipsis y yo con estos pelos! Dirección: Pablo Herrero. Teatro Casa Tanicho. Yucatán, 2020.

#### Obras inéditas y sin representar
- Cuauhtémoc, libreto para una ópera de Miguel del Águila, 1991.
- Nuestras guerras, 2008.
- Tierra, libreto para una ópera de Juan Luis de Pablo Enríquez Rohen, 2009.
- La tarantela, 2009.
- Pequeño teatro del nuevo mundo, 2010.
- Fuga hacia el norte, 2011.
- Ritual de invierno, 2013.
- Malgré tout, 2013.

#### Antologías, crónicas y entrevistas en que se encuentra
- Poetas de una generación, de Jorge González León. UNAM. México, 1981.
- Antología de la poesía erótica mexicana, de Enrique Jaramillo Levy. Domés. México, 1982.
- La poesía mexicana de siglo XX, de Carlos Monsiváis, 2a. Edición. Promexa. México, 1985.
- Brecht en México, comp. Rodrigo Johnson. UNAM. México, 1998.
- Sol de mi antojo, de Víctor Manuel Mendiola. Plaza Janés. México, 2001.
- Expresiones… por escrito, de Concepción Salcedo Meza. UNAM. México, 2003.
- Voces de teatro en México a fin de Milenio, de Estela Leñero Franco. CONACULTA. México, 2004.
- Tercera llamada: encuentros y desencuentros con el teatro, de Ricardo E. Tatto. Ayuntamiento de Mérida. Yucatán. 2009.

#### Diccionarios en que se encuentra
- Enciclopedia de México, 2ª edición. SEP. México, 1987.
- Teatro mexicano del siglo XX, comp. Margarita Mendoza López. IMSS. México, 1987.
- Diccionario Enciclopédico de México, de Humberto Musacchio. León Editor. México, 1989.
- Diccionario de escritores mexicanos, de Aurora Ocampo. UNAM. México, 1992.
- Diccionario biobibliográfico de escritores contemporáneos de México. comp. Josefina Lara Valdez y Russell M. Cluff. INBA y Brigham Young University. México, 1994.
- Dramaturgos mexicanos, 1970-1990, de Armando Partida. INBA-CITRU. México, 1998.

#### Premios y distinciones
- 1980. Mención honorífica del Premio Nacional de Teatro del INBA, por Ciudad sin sueño.
- 1986. Premio Nacional Wilberto Cantón, por Madre Juana.
- 1991. Premio Jacinto Guerrero, de Madrid, España, por Alicia.
- 1994. Premio Seki Sano de la Unión de Críticos y Cronistas de Teatro, como el Mejor Director de Escena de 1994.
- 1995. Premio de la Asociación Mexicana de Críticos de Teatro, como el Mejor Teatro Estudiantil, por El maleficio de la mariposa.
- 1994-1999. Miembro del Sistema Nacional de Creadores de Arte.
- 2002-2004. Miembro del Sistema Nacional de Creadores de Arte
- 2006 Premio Nacional de Dramaturgia Juan Ruiz de Alarcón.
- 2007-2010. Miembro del Sistema Nacional de Creadores de Arte.
- 2009. Miembro de la Comisión de Honor del IV Congreso Internacional «El exilio republicano español de 1939: la segunda generación.» Universitat Autónoma de Barcelona.
- 2010. Conferenciante de honor (Keynote speaker) en el Congreso Anual de la Asociación Canadiense de Hispanistas, Montreal, Quebec, Canadá. Concordia University.
- 2015-2016. Miembro del Sistema Nacional de Creadores de Arte.
- 2016. Medalla de Bellas Artes.